# Bildhuggarens dotter
Bildhuggarens dotter är en självbiografi av Tove Jansson och också den första vuxenboken som hon gav ut.
Boken utkom 1968 och ger en inblick i Tove Janssons egen barndomsvärld. Den beskriver i novelliknande kapitel konstnärshemmet på Skatudden i Helsingfors och sommarlivet i skärgården. Hon återskapar en yttre borgerlig och bohemisk miljö som i mycket domineras av fadern, bildhuggaren Viktor Jansson. Men främst fångar hon barnets upplevelse av tillvaron – det mystiska och magiska.
Bildhuggarens dotter har kommit att bli en av de klassiska barndomsskildringarna i svenskspråkig litteratur.
| ”                                    | Ju mindre man är desto större blir julen. Inne under granen är julen enorm, den är en grön djungel med röda äpplen och sorgset harmoniska änglar som snurrar runt kring sig själva i sin sytråd och bevakar urskogens ingång. Och urskogen fortsätter i oändlighet inne i glasbollarna, julen är en absolut trygghet tackvare granen. | „ |
| – Inledningen till kapitlet "Julen". | |   |